# Tomcraft
Tomcraft, właśc. Thomas Brückner (ur. 12 czerwca 1975, zm. 15 lipca 2024) – niemiecki DJ i producent muzyki elektronicznej. Grał głównie takie style jak house, tech house oraz trance.

## Życiorys
Karierę muzyczną rozpoczął w wieku 18 lat w Monachium, występując jako DJ. Jego styl miksowania muzyki polegał na płynnym przechodzeniu od techno do progressive trance. Po dwóch latach zauważony przez szefa Kosmo Records – Michaela Ranka, podpisał kontrakt na nagranie płyty. Wkrótce potem ukazał się debiutancki singel This Is No House. Od 1996 r. współpracował z producentem o pseudonimie Eniac, co zaowocowało ich pierwszym wspólnym singlem pt. Viva oraz kolejnym – Prosac (reedytowany w 2001 r.). W 2002 r. ukazał się na singlu największy przebój niemieckiego DJ-a – Loneliness, z którego jest znany szerzej w Polsce. Utwór ten osiągnął sukces w całej Europie (m.in. miejsce 1. w Wielkiej Brytanii). Tomcraft współpracował z wieloma artystami przy miksowaniu utworów oraz był autorem licznych remiksów takich wykonawców jak np. Depeche Mode, Pet Shop Boys, Simple Minds czy też Sonique.

## Dyskografia
Poniżej przedstawiona jest tylko lista albumów studyjnych:
1. 20.11.2001 All I Got
2. 20.12.2003 MUC
3. 31.03.2006 Hyper Sexy Conscious
4. 14.09.2007 For the Queen

## Współpraca
- Sonique – przy singlu Another World (duet Sonique On Tomcraft)
- Dave Gahan – przy albumie Paper Monsters